# Abdulaziz al-Mandeel
Abdulaziz al-Mandeel (* 22. Mai 1989) ist ein kuwaitischer Hürdenläufer, der sich auf die 110-Meter-Distanz spezialisiert hat.

## Sportliche Laufbahn
Erste internationale Erfahrungen sammelte Abdulaziz al-Mandeel im Jahr 2005, als er bei den Jugendweltmeisterschaften in Marrakesch mit 14,40 s in der ersten Runde ausschied und auch mit der kuwaitischen Sprintstaffel (1000 Meter) nicht das Finale erreichte. 2008 siegte er bei den Arabischen Juniorenmeisterschaften in Radès mit neuem Meisterschaftsrekord von 13,78 s und anschließend belegte er bei den Juniorenasienmeisterschaften in Jakarta in 13,89 s den vierten Platz. Damit qualifizierte er sich auch für die Juniorenweltmeisterschaften in Bydgoszcz, bei denen er mit 13,84 s im Halbfinale ausschied. Im Jahr darauf wurde er bei den Hallenasienspielen in Hanoi in 8,31 s Vierter im 60-Meter-Hürdenlauf und anschließend erreichte er bei den Arabischen Meisterschaften in Damaskus in 14,08 s Rang fünf. 2011 gewann er dann bei den Arabischen Meisterschaften in al-Ain in 13,79 s die Silbermedaille hinter seinem Landsmann Fawzi al-Shammari und bei den Panarabischen Spielen in Doha gewann er in 13,78 s die Bronzemedaille hinter dem Saudi Ahmed al-Muwallad und Othmane Hadj Lazib aus Algerien. Zudem wurde er mit der kuwaitischen 4-mal-100-Meter-Staffel in 41,04 s Vierter.
2012 gewann er bei den Hallenasienmeisterschaften in Hangzhou mit neuem Landesrekord von 7,82 s die Silbermedaille über 60 m Hürden hinter dem Chinesen Jiang Fan und qualifizierte sich damit für die Hallenweltmeisterschaften in Istanbul, bei denen er mit 7,98 s in der ersten Runde ausschied. Im Jahr darauf gewann er bei den Arabischen Meisterschaften in Doha in 13,72 s die Silbermedaille hinter dem Algerier Lyés Mokodel und auch bei den anschließenden Asienmeisterschaften in Pune gewann er in 13,78 s die Silbermedaille hinter dem Chinesen Jiang. Daraufhin siegte er dann bei den Islamic Solidarity Games in Palembang in 13,89 s zeitgleich mit dem Iraker Ameer Shakir Aneed. 2014 siegte er bei den Hallenasienmeisterschaften in Hangzohu in 7,80 s und schied anschließend bei den Hallenweltmeisterschaften in Sopot mit 7,74 s in der ersten Runde aus. Beim Continentalcup in Marrakesch leif er 13,49 s und belegte damit den sechsten Platz, ehe er bei den Asienspielen in Incheon seinen Finallauf nicht beenden konnte.
2015 siegte er bei den Arabischen Meisterschaften in Manama in windunterstützten 13,35 s im Hürdensprint sowie in 39,75 s auch mit der kuwaitischen Staffel. Anschließend gewann er bei den Asienmeisterschaften in Wuhan in 13,67 s die Silbermedaille hinter dem Chinesen Xie Wenjun. Im Jahr darauf verteidigte er bei den Hallenasienmeisterschaften in Doha seinen Titel über 60 m Hürden und stellte dort mit 7,60 s einen neuen Meisterschafts- und Landesrekord auf. 2017 stellte er in Kuwait mit 13,39 s einen neuen Landesrekord auf und siegte anschließend bei den Asienmeisterschaften in Bhubaneswar in 13,50 s und erhielt damit ein Freilos für die Weltmeisterschaften in London, bei denen er aber mit 13,63 s in der Vorrunde ausschied. 2018 siegte er dann bei den Hallenasienmeisterschaften in Teheran in 7,71 s zum dritten Mal in Folge über 60 m Hürden und erreichte anschließend bei den Hallenweltmeisterschaften in Birmingham das Halbfinale, in dem er mit 7,69 s ausschied.
2009 und 2015 wurde al-Mandeel kuwaitischer Meister im 110-Meter-Hürdenlauf.

## Persönliche Bestzeiten
- 110 m Hürden: 13,39 s (−0,1 m/s), 18. April 2017 in Kuwait
  - 60 m Hürden (Halle): 7,60 s, 21. Februar 2016 in Doha